# Combera
Combera  es un género de plantas con flores de la subfamilia Cestroideae, incluida en la familia de las solanáceas (Solanaceae). Comprende 4 especies descritas y de estas, solo 2 aceptadas.

## Taxonomía
El género fue descrito por Noel Yvri Sandwith y publicado en Hooker's Icones Plantarum 34: sub t. 3325. 1936. La especie tipo es: Combera paradoxa
Etimología
Combera: nombre genérico que fue otorgado en honor de botánico británico Harold Frederick Comber (1897-1969).

## Especies aceptadas
- Combera mínima
- Combera paradoxa